# Okres Olesno
Okres Olesno (polsky Powiat oleski) je okres v polském Opolském vojvodství. Rozlohu má 973,62 km² a v roce 2019 zde žilo 64 293 obyvatel. Sídlem správy okresu je město Olesno.

## Gminy
Městsko-vesnické:
- Dobrodzień
- Gorzów Śląski
- Olesno
- Praszka

Vesnické:
- Radłów
- Rudniki
- Zębowice

## Města
- Dobrodzień
- Gorzów Śląski
- Olesno
- Praszka

## Sousední okresy
| Růžice kompasu | Wieruszów | Wieluń       |           | Růžice kompasu |
| Růžice kompasu | Kluczbork | Sever        | Kłobuck   | Růžice kompasu |
| Růžice kompasu | Kluczbork | Okres Olesno | Kłobuck   | Růžice kompasu |
| Růžice kompasu | Kluczbork | Jih          | Kłobuck   | Růžice kompasu |
| Růžice kompasu | Opole     | Strzelce     | Lubliniec | Růžice kompasu |